# Mésoglée
La mésoglée (du grec meso, « milieu » et glea, « gelée ») est la matrice extracellulaire, de substance gélatineuse, présente entre l'ectoderme et l'endoderme des cnidaires.

## Composition

Schéma du derme oral d'un polype

Ce n'est pas à proprement parler un feuillet embryonnaire, mais une matrice très hydratée riche en fibres de collagène, microfibrilles de fibrilline et macromolécules telles que les mucopolysaccharides, formant une sorte de gelée médiane qui, en principe ne contient pas de cellules. Dans le cas inverse celles-ci ne s'organisent pas en tissu et ne sont pas originaires de la mésoglée. Telles les cellules de transports, les amylocytes qui permettent de faire le transport des nutriments de l'endoderme vers l'ectoderme via la mésoglée, c'est le cas chez les cnidaires (organismes diploblastiques).
Au cours de l'évolution, des cellules ont migré dans la mésoglée et se sont organisées en tissu pour former le mésoderme, troisième tissu qui définit les organismes triploblastiques. Les premiers organismes à avoir un tissu mésodermique sont les plathelminthes (bien que le tissu soit encore peu ordonné et disjoint).
On y retrouve principalement des cellules nerveuses (neurones) reliées entre elles ainsi que des cellules à un stade restant indifférencié et des amibocytes, principale cellules de défense de l'organisme. Ces neurones sont de deux ordres : neurones bipolaires ou neurones tripolaires isolés.

### Cas particulier des coraux mous
Dans la mésoglée des coraux mous, on retrouve les sclérites qui structurent ces corps. De plus, la mésoglée héberge un réseau de canaux endodermiques qui font communiquer les cavités gastriques entre elles.

## Production
La mésoglée est produite par les cellules ectodermiques qui se situe entre l’ectoderme et l’endoderme.

## Fonctions

Anatomie d'une méduse hydrozoaire : 1 Ectoderme ; 2 Mésoglée ; 3 Endoderme ; 4 Estomac ; 5 Canal radial ; 6 Canal circulaire ; 7 Tentacule ; 8 Velum ; 9 Anneau nerveux externe ; 10 Anneau nerveux interne ; 11 Gonades ; 12 Manubrium ; 13 Bouche ; 14 Surface aborale ; 15 Surface orale.

La mésoglée a de multiples fonctions : support permettant le soutien structural du corps de l'animal grâce aux fibres de collagène ; contrôle de la migration cellulaire (en), la différenciation et la morphogenèse, ; transparence qui aurait comme avantage sélectif une diminution de la prédation des vertébrés ; transport des nutriments ; régulation de la flottabilité ; élasticité qui intervient dans la locomotion (elle agit comme antagoniste de la musculature circulaire et de celle des canaux radiaires, les microfibrilles agissant comme des ressorts : compression sous l’effet de la contraction musculaire et détente pour retrouver leur forme initiale dès que les muscles se relâchent).